# Vales secos de McMurdo

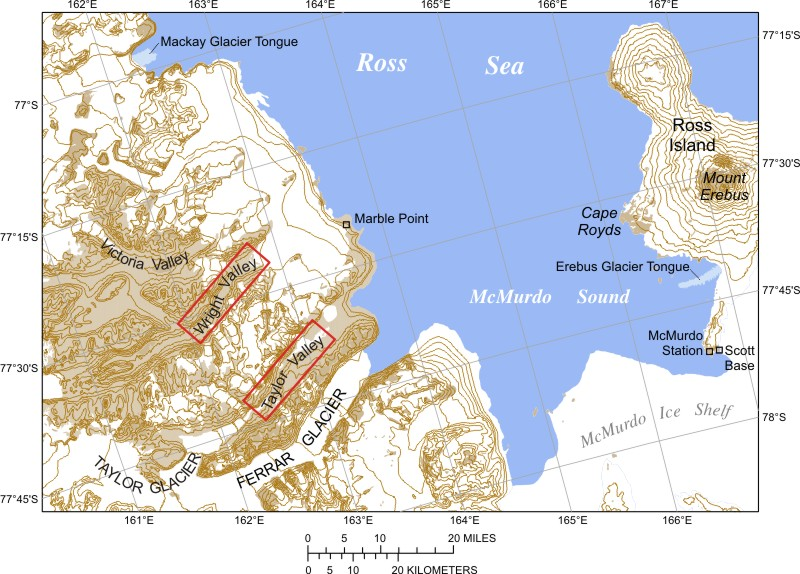
Mapa do estreito de McMurdo e dos vales secos.

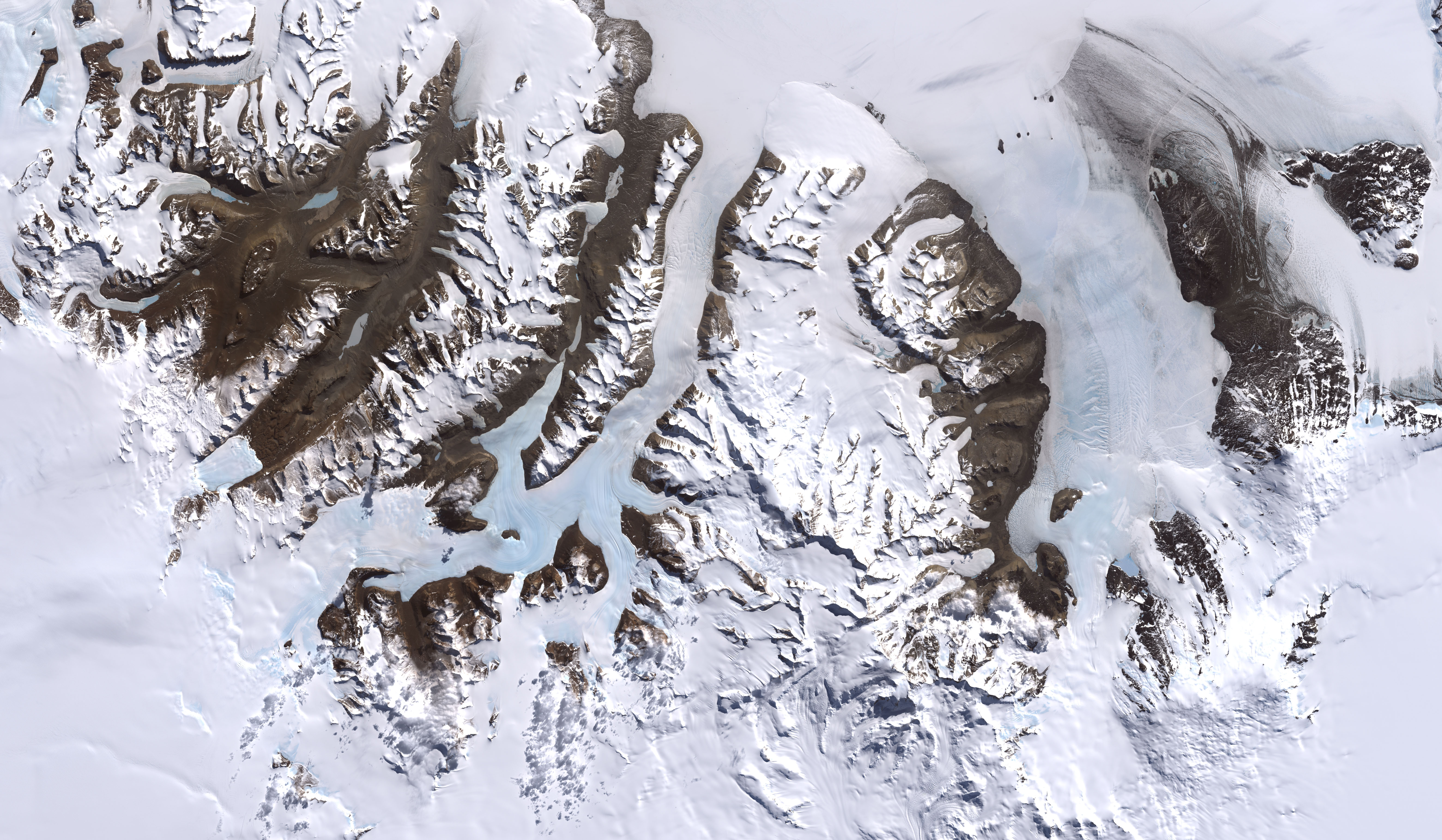
Imagem de satélite (18 de dezembro de 1999).

Os Vales secos McMurdo são uma fileira de oásis antárticos (sem neve) na Antártica, localizados dentro da Terra de Vitória a oeste de estreito de McMurdo.  Os vales secos apresentam umidade extremamente baixa e as montanhas ao redor impedem o fluxo de gelo das geleiras próximas. As rochas ali são granitos e gnaisses glaciais pontilham essa paisagem rochosa, com cascalho solto cobrindo o solo.
A região é um dos deserto mais extremos do mundo e inclui muitos recursos, incluindo lago Vida, um lago salino e o rio Onyx, um riacho de derretimento e o mais longo rio da Antártica. Embora nenhum organismo vivo tenha sido encontrado ali no pergelissolo, bactérias líquen endolítico fotossintético foram encontradas vivendo no interior relativamente úmido das rochas e Anaerobiose com um metabolismo baseado em ferro e enxofre, vivem sob a geleira de Taylor.

## Clima
Os vales secos são assim chamados por causa de sua umidade extremamente baixa e falta de neve ou cobertura de gelo. Também estão secos porque, neste local, as montanhas são suficientemente altas para impedir que o gelo que flui em direção ao mar da camada de gelo da Antártica Oriental alcance o mar de Ross. Com 4800 km², os vales constituem cerca de 0,03% do continente e formam a maior região sem gelo na Antártica. O fundo do vale é coberto com cascalho solto, no qual existe terreno padronizado poligonal de cunhas de gelo.
As médias de precipitação em torno 100 mm por ano por ano ao longo de um século de registros, todos na forma de neve. O vento seco evapora rapidamente a neve e só um pouco derrete no solo. Durante o verão, esse processo pode levar apenas algumas horas.
As condições únicas nos Vales Secos são causadas, em parte, por ventos catabáticos; estes ocorrem quando o ar frio e denso é puxado colina abaixo pela força da gravidade. Esses ventos podem atingir velocidades de 32 km/h, aquecendo à medida que descem e evaporando toda a água, gelo e neve.

## Geologia

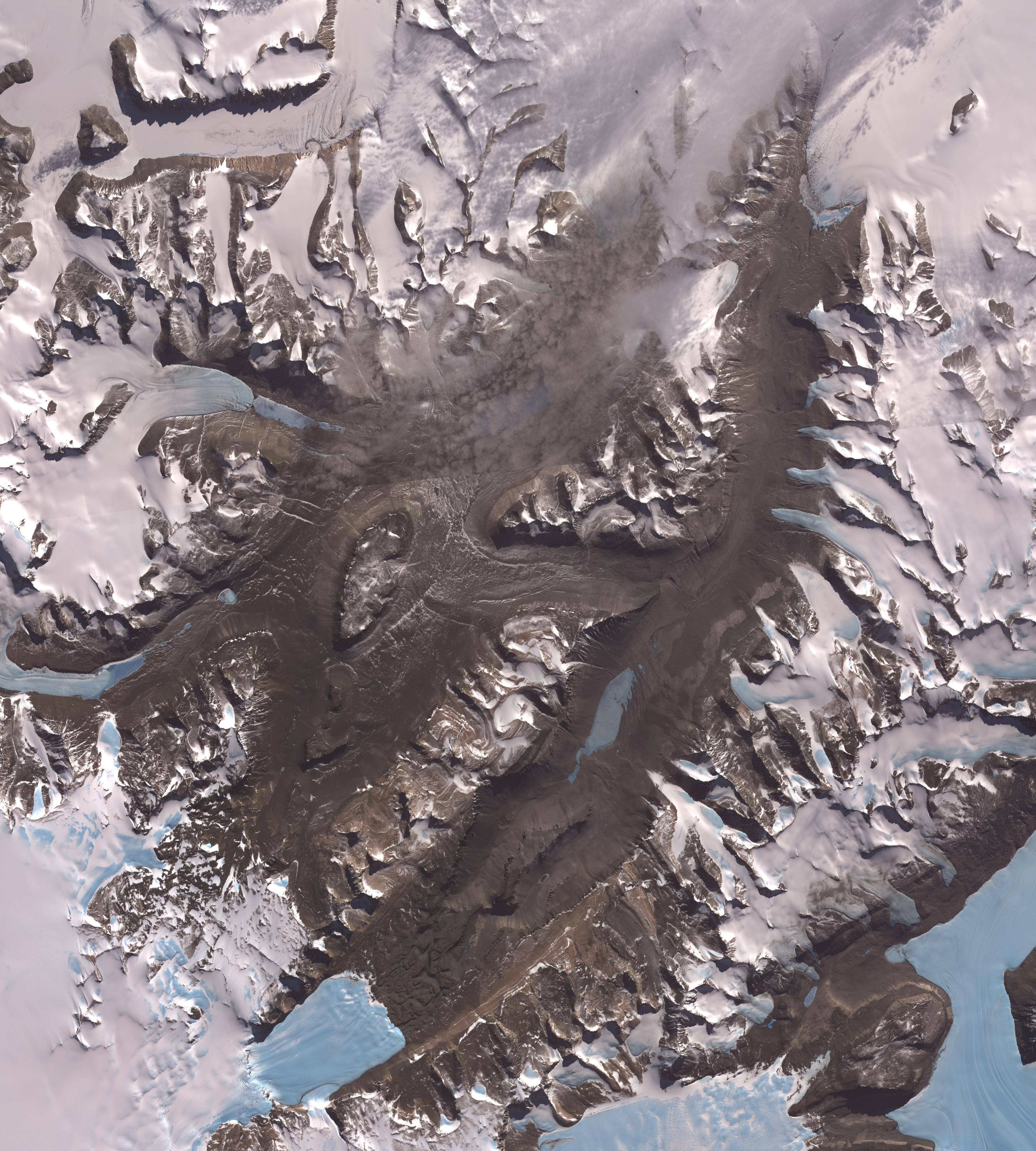
Imagem de Radiômetro de Emissão e Reflexão Térmica Espacial Avançada (ASTER) dos Vales Secos.

O Oásis McMurdo se constitui de aproximadamente 4 mil km² de "deserto montanhoso degelaciado", de acordo com McKelvey, delimitado pelo litoral do sul da terra de Vitória e o platô Polar Antártico. Os vales Taylor e Wright Valley são as principais áreas sem gelo dentro dos monte transantárticos. Esses "vales secos" incluem morenas hummocky , com lagos congelados, lagoas salinas, dunas de areia e riachos de água derretida. Rochas de embasamento incluem as do Pré-cambriano tardio ou dos grupos de rochas metafóricas do Paleozóico Skeltons, principalmente as formações geológicas Asgard, que são como é um mármore de grau médio-alto e xisto. Os granitos Harbour intrusivos incluem granito plutão diques, que se intrometeu no grupo Skelton metassedimentar no Cambriano tardio - Ordoviciano inicial durante a orogênese de Ross. O complexo inferior é coberto pelo do supergrupo Beacon (Gangamopteris) do Jurássico, que é intrudido por Ferrar Dolerito e peitoris geológicos. O grupo vulcânico McMurdo se intromete, ou está intercalado com as morenas dos vales Taylor e Wright como cones de basalto e fluxos de lava. Esses basaltos têm idades entre 2,1 e 4,4 milhões de anos. O projeto de perfuração do Vale Seco (1971–75) determinou que a camada de Pleistoceno dentro do Vale Taylor tinha entre 137 e 275 metros de espessura e era composta de arenito intercalado, seixos conglomerados e siltosos laminados lamitos. Essa camada desconformável do Pleistoceno cobre o Plioceno e o diacmitito Mioceno.

## Vida

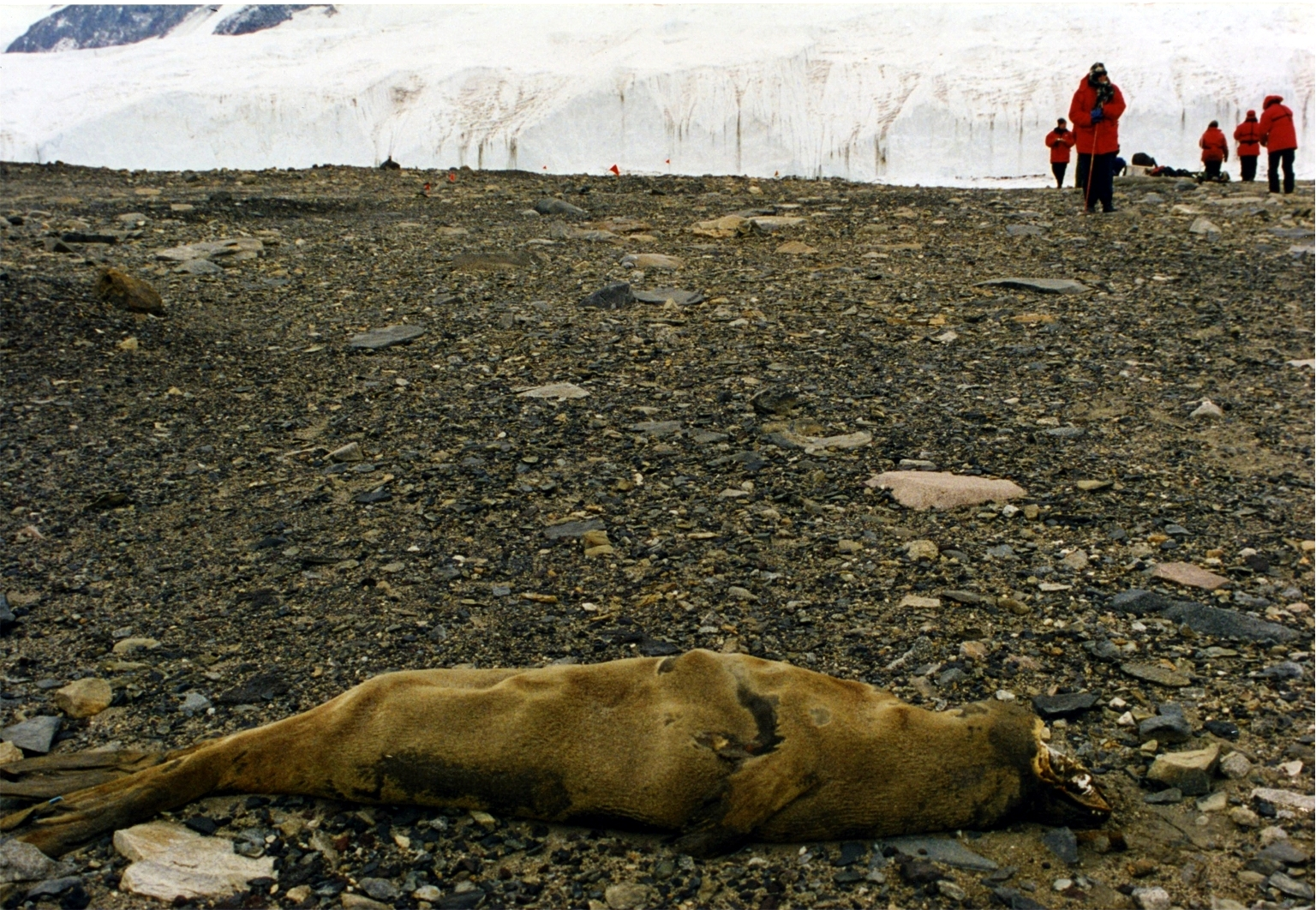
Carcaça de pinípide mumificado seal carcass

Bactérias endolícticas foram encontrados vivendo nos Vales Secos, protegidas do ar seco no interior relativamente úmido das rochas. As águas verão derretidas das geleiras fornece a principal fonte de nutrientes dos solos. Cientistas consideram os vales secos talvez algo mais próximo de qualquer ambiente terrestre do planeta Marte e, portanto, uma importante fonte de pistas sobre possível vida extraterrestre.
Bactérias anaeróbicas cujo metabolismo é baseado em ferro e enxofre vivem em temperaturas abaixo de zero sob a geleira Taylor.
Anteriormente, pensava-se que as algas estavam manchando de vermelho o gelo emergente em Cachoeiras de Sangue, mas agora se sabe que a mancha é causada por altos níveis de óxido de ferro.
Pesquisadores canadenses e americanos realizaram uma expedição de campo em 2013 para a “University Valley a fim de examinar a população microbiana e testar uma broca projetada para amostragem em Marte no pergelissolo das partes mais secas dos vales, as áreas mais análogas à superfície marciana. Eles não encontraram organismos vivos no permafrost, o primeiro local do planeta visitado por humanos sem vida microbiana ativa.
Parte dos Vales foi designada área de proteção ambiental em 2004.

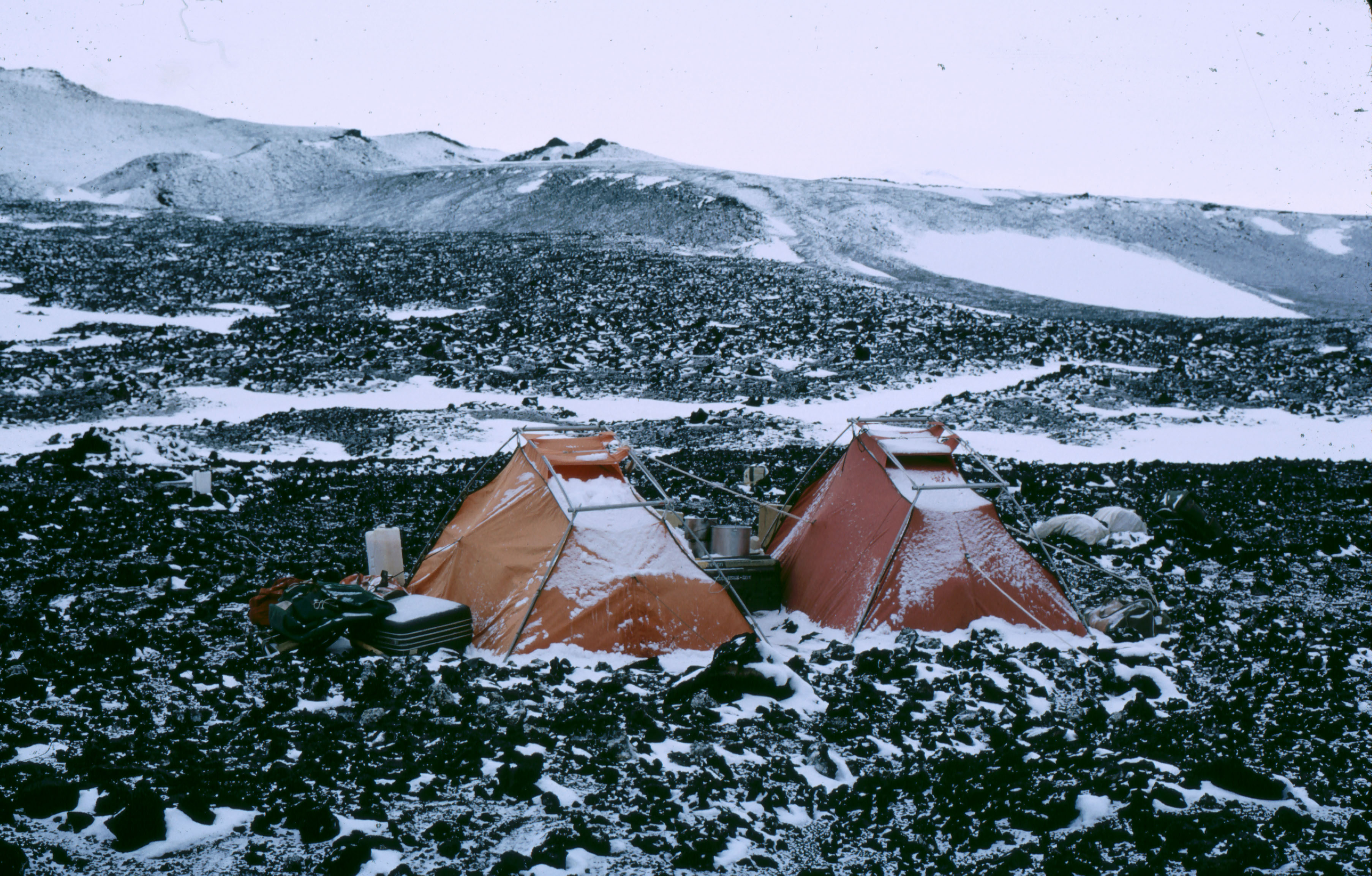
Acampamento de campo de cientistas durante o verão antártico (1965)

## Geografia

### Vales
- Vale Alatna (ou Vale Atlantay[11]) é o mais ao norte, ao norte da Geleira Bensonr.

De norte a sul, os três vales principais são
- Vale Victoria entre os Montes Saint Johns ao norte e Montes Olympus ao sul.
- Vale Wright  entre Monter Olympus ao norte e Montes Asgard ao sul)
- Vale Taylor  (entre Montes Asgard iao norte e Colinas Kukri ao sul)

A oeste do vale Victoria estão, do norte para o sul,
- Vale Barwick
- Vale Balham
- Vale McKelvey

Estendendo-se ao sul do vale Balham estão, de oeste a leste:
- Vale Priscu
- Vale Wall
- Vale Virginia
- Vale Stuiver

A oeste do vale Taylor estão:
- Vale Pearse

Mais ao sul, entre os montes Royal Society no oeste e na costa oeste do estreito McMurdo no lóbulo da geleira Koettlitz estão, de norte a sul:
- Vale Garwood
- Vale Marshall
- Vale Miers

### Geleiras
- Clark
- Geleira Wright Superior
- Geleira Wright Inferior
- Geleira Rhone
- Geleira Suess
- Geleira Hughes
- Geleira Taylor
- Geleira Canada
- Geleira Commonwealth
- Geleira Howard
- Geleira Doran

### Lagos
Alguns dos lagos dos Vales Secos estão entre os lagos mais salinos do mundo, com uma salinidade mais alta que o Lago Assal (em (Djibouti)) ou o Mar Morto. O mais salino de todos é o pequeno Don Juan Pond.
- Lago Vida
- Lago Vanda
- Lago Brownworth  (potável)
- Lago Don Juan
- Lago Fryxell
- Lago Hoare
- Lago Chad
- Lago Parera  (potável)
- Lago Bonney
- Lago Joyce
- Lago Garwood
- Lago Miers

### Rios
- Rio Kite
- Rio Onyx
- Rio Doran
- Rio Vincent
- Crescent Stream
- Rio Harnish
- Rio Huey
- Lost Seal Stream